# Erythrodiplax maculosa
Erythrodiplax maculosa – gatunek ważki z rodziny ważkowatych (Libellulidae). Występuje na terenie Ameryki Południowej.